# Rhizobiaceae
A Rhizobiaceae é uma família de proteobactérias que compreende vários subgrupos que potencializam e dificultam o desenvolvimento das plantas. Algumas bactérias encontradas na família são utilizadas na nutrição das plantas e, coletivamente, constituem os rhizobium. Outras bactérias, como Agrobacterium tumefaciens e A. rhizogenes, alteram severamente o desenvolvimento das plantas em sua capacidade de induzir galhas em coroa ou raízes cabeludas encontradas no caule. A família é do interesse dos cientistas há séculos por sua capacidade de se associar às plantas e modificar o desenvolvimento das plantas.  As Rhizobiaceae são, como todas as Proteobactérias, Gram-negativas. Eles são aeróbicos e as células geralmente têm a forma de bastonetes. Muitas espécies de Rhizobiaceae são diazotróficas que são capazes de fixar nitrogênio e são simbióticas com as raízes das plantas.

## Relação comAgrobacterium
As Agrobacterium foi reconhecida como relacionada ao Rhizobium. As evidências que apoiam a associação foram conduzidas por inferências filogênicas baseadas em análises de sequência 16S rDNA mostrando que os gêneros não puderam ser distinguidos como clado monofilético separado.
A questão das Agrobacterium e outros gêneros incluídos por Rhizobium ainda não foi resolvida, já que alguns dados filogenéticos mais recentes sugerem que subclados ainda podem ser criados.

## Filogenia
A taxonomia atualmente aceita é baseada no banco de dados online de 1997 "List of Prokaryotic names with Standing in Nomenclature (LPSN)" e no Centro Nacional de Informações sobre Biotecnologia (NCBI), e a filogenia é baseada em LTP 16S rRNA-base lançados 106 pelo "The All-Species Living Tree Project" (O Projeto Árvore Viva de Todas as Espécies)